# Klaus Kotter
Klaus Kotter (Prien am Chiemsee, 27 maggio 1934 – Traunstein, 13 maggio 2010) è stato un dirigente sportivo tedesco.
Fu il terzo presidente della Federazione internazionale di bob e toboga (FIBT), in carica dal 1980 al 1994.

## Biografia
Diplomato al ginnasio umanistico di Traunstein nel 1954, si laureò in economia aziendale all'Università Ludwig Maximilian di Monaco nel 1960. Dal 1960 al 1994, Klaus Kotter lavorò come consulente fiscale indipendente a Eggenfelden, nella Bassa Baviera. Nel 1962 sposò Paula Haas, da cui ebbe la figlia Petra.
Dal 1972 al 1990 fu membro del Comitato Federale per gli Affari Legali, Sociali e Fiscali della Federazione Sportiva Tedesca di bob, slittino e skeleton (DBSV), venendo poi nomiato tesoriere della DBSV dal 1990 al 1994.
Ai Giochi olimpici invernali di Innsbruck 1976 fu l'addetto olimpico per il Comitato olimpico della Germania dell'ovest, e nello stesso anno fu eletto vicepresidente della Federazione internazionale di bob e toboga (FIBT). Nel 1978 fu nominato presidente ad interim della FIBT in seguito alla malattia dell'allora presidente Amilcare Rotta, venedo poi eletto poi nel 1980 e rimanendo in carica fino al 1994, quando subentrò il canadese Robert H. Storey. Fu inoltre membro del Comitato olimpi tedesco dal 1986 e rappresentante delle Federazioni internazionali degli sport invernali nella Commissione di solidarietà del CIO dal 1980 al 1984.
Nel 1986, Kotter fu nominato presidente della BSD, carica che ricoprì fino al suo pensionamento nel 2004. Durante il suo mandato, impedì che tutte e quattro le piste di bob, slittino e skeleton della Germania venissero vendute nel 1999, contro la volontà dell'Ufficio federale di controllo tedesco. Klaus Kotter ha dimostrato la sua determinazione quando il CIO stava discutendo l'eliminazione del bob e dello slittino dal programma olimpico alla metà degli anni 1980: nel tentativo di ampliare il numero di praticanti, istituì la Coppa del Mondo di bob per dare una nuova dimensione alla disciplina e reclutò nuove federazioni internazionali ed equipaggi "esotici" tra cui la Nazionale di bob della Giamaica, che debuttò alle Olimpiadi invernali di Calgary 1988 ed ebbe fin da subito un clamoroso successo mediatico anche grazie all'uscita del film Cool Runnings - Quattro sottozero realizzato dalla Disney.
Dopo il crollo del muro di Berlino, Koter organizzò già dopo tre mesi la prima squadra riunificata tedesca di bob ponendola sotto l'allenatore Raimund Bethge per disputare i loro primi Campionati mondiali di bob 1991 sulla pista di ghiaccio di Altenberg, dove trionfò subito con le prime medaglie d'oro nel bob a due e a quattro. Nei due decenni souccessivi, le squadre tedesche di bob vinsero 52 medaglie d'oro, 36 d'argento e 38 di bronzo ai Giochi Olimpici, ai Campionati Mondiali e a quelli Europei. Quando alla vigilia delle Olimpiadi di Albertville 1992 scoppiò lo scandalo di Harald Czudaj che aveva ammesso e si era scusato pubblicamente per essere stato ai tempi della DDR un informatore per conto della Stasi, infiltrato nella squadra di bob di Altenberg e avendo poi fornito ai servizi segreti tedeschi orientali una decina di rapporti sui suoi compagni di squadra., Klaus Kotter (all'epoca presidente della Federazione tedesca di bob e slittino) chiese a tutti gli atleti e allenatori olimpici di ammettere qualsiasi legame con la Stasi, dichiarando che bisognava "essere pronti a perdonare", immaginando come fosse il sistema:: Kotter fece scrivere agli atleti lettere personali in cui descrivevano dettagliatamente ciò che avevano fatto e ciò che non avevano fatto durante la DDR,  chiudendole nella sua cassaforte di casa e tirandole fuori solo quando necessario (portandole nella tomba, come disse lui stesso all'epoca); ciò diede i suoi frutti, poiché riuscì a dimostrare che gli atleti o gli allenatori accusati, in quanto collaboratori informali non avevano fatto del male a nessuno.
Kotter fu insignito dell'Ordine Olimpico nel 1999 a Budapest; nello stesso anno fu nominato presidente onorario della FIBT.